# دائرة تقبيل

دائرة التقبيل

دائرة التقبيل أو دائرة اللَّثَام (بالإنجليزية: osculating circle)‏ في الهندسة التفاضلية لمنحني أملس عند نقطة من نقاطه هي دائرة مركزها يقع على الناظم الداخلي للمنحني وتكون درجة انحناء الدائرة مساوياً لدرجة انحناء المنحني عن نقطة التماس. هذه الدائرة من بين جميع الدوائر المماسة للمنحني عند نقطة معينة تكون أكثر الدوائر قرباً من المنحني فتبدو وكأنها تضم المنحني وتقبله لذلك أطلق عليها اسم دائرة التقبيل.
مركز هذه الدائرة ينطبق على مركز انحناء المنحني عند النقطة ذاتها، ونصف قطر الدائرة يكون مساوياً لنصف قطر انحناء المنحني عند ذات النقطة.

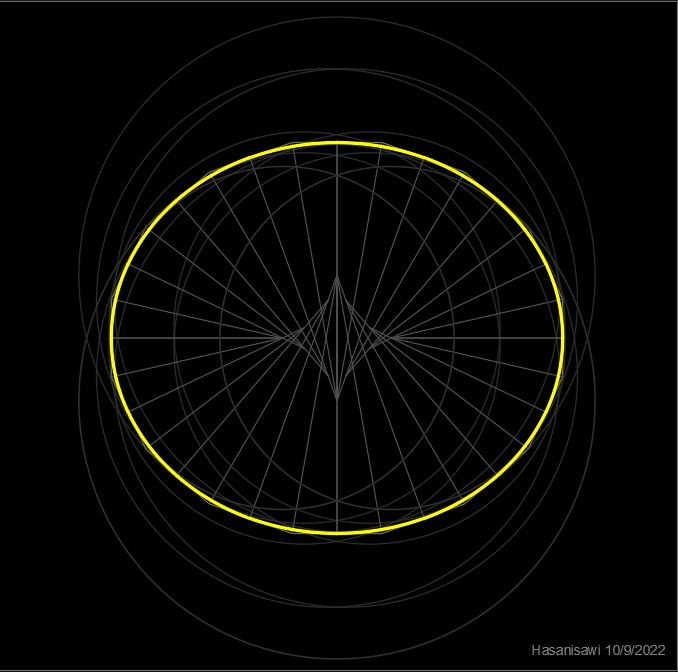
تقريب هندسي لقطع ناقص باستخدام دوائره التقبيلية

## معرض صور

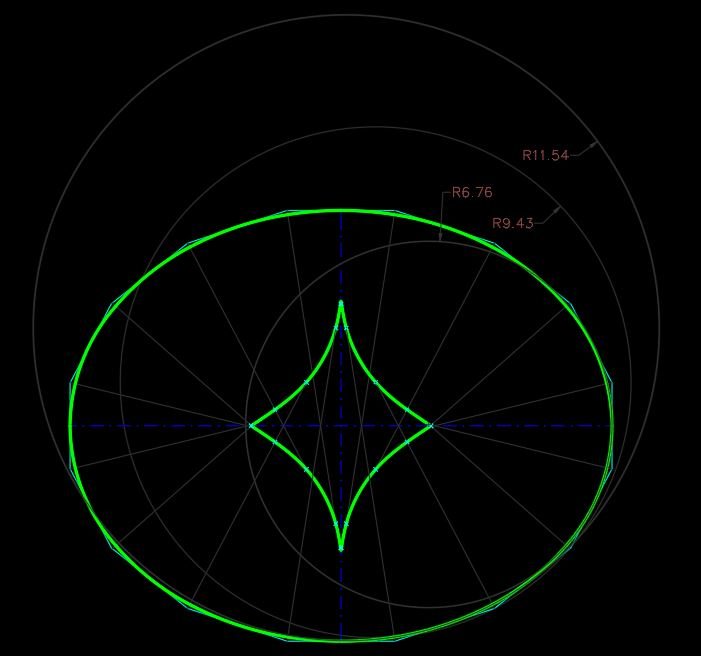
منشئ المنحنى (evolute)هو المحل الهندسي لمراكز الدوائر التقبيليلة (Osculating circle) للمنحنى. في الصورة منشئ الاهليج